# Gentianella auriculata
Gentianella auriculata är en gentianaväxtart som först beskrevs av Pall., och fick sitt nu gällande namn av John Montague Gillett. Gentianella auriculata ingår i släktet gentianellor, och familjen gentianaväxter. Inga underarter finns listade i Catalogue of Life.